# Anissja Bjassyrowna Kirdjapkina

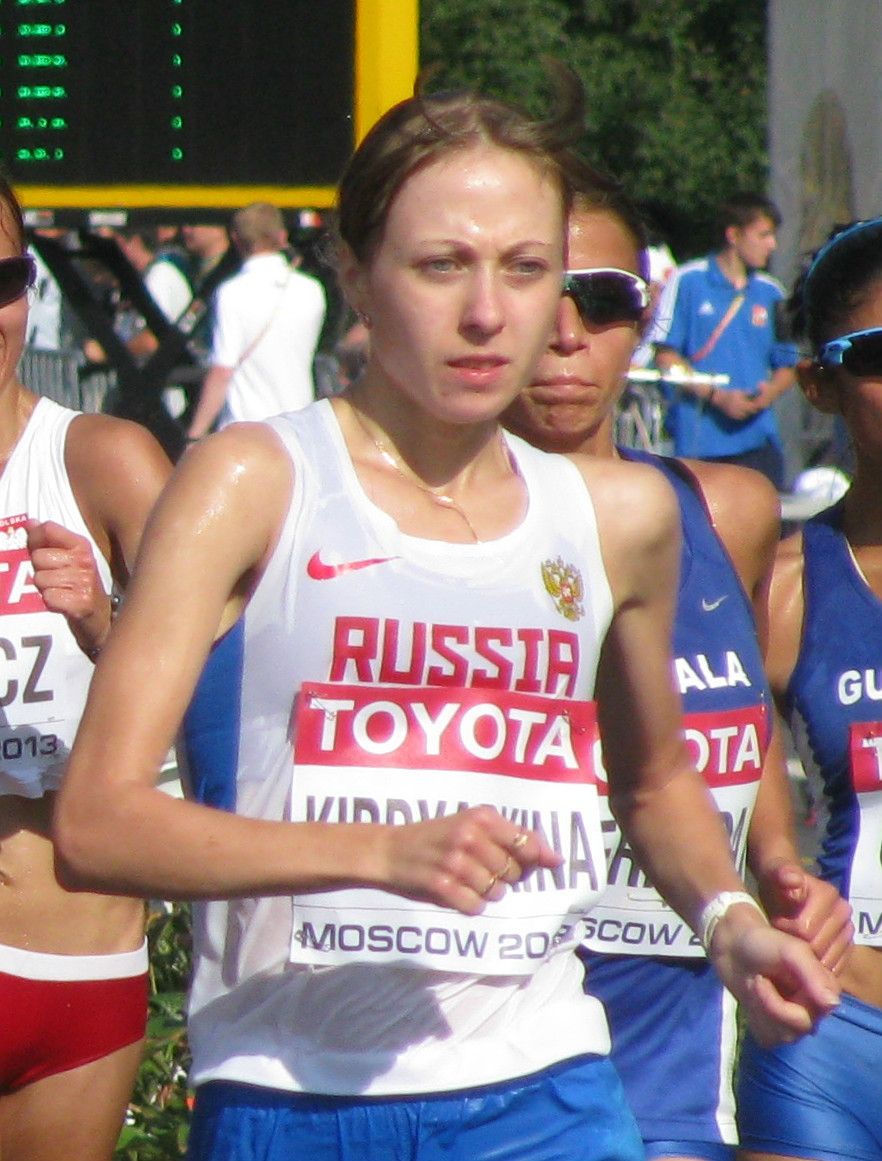
Kirdjapkina 2013 in Moskau

Anissja Bjassyrowna Kirdjapkina, geborene Kornikowa, (russisch Анися Бясыровна Кирдяпкина; * 23. Oktober 1989 in Saransk) ist eine russische Geherin, die seit 2009 zur Weltspitze im 20-Kilometer-Gehen gehört.
Die Junioreneuropameisterin von 2007 belegte nach Disqualifikation der ursprünglichen Siegerin bei den Weltmeisterschaften 2009 in Berlin den dritten Platz. 2010 wurde sie Vizeeuropameisterin und 2011 gewann sie bei den Weltmeisterschaften in Daegu die Bronzemedaille. Nachdem die Siegerin Olga Kaniskina wegen Dopings disqualifiziert worden war, bekam Kirdjapkina nachträglich Silber.
Bei den Olympischen Spielen 2012 wurde Kirdjapkina Fünfte. Bei den Leichtathletik-Weltmeisterschaften 2013 in Moskau gewann sie Silber.
Wegen Dopings erkannte der Internationale Sportgerichtshof 2019 die Medaillen von den Weltmeisterschaften 2011 und 2013 ab und sperrte sie bis 2020. Weil Kirdjapkina ihre aktive Karriere beendet hat, gilt die Sperre auch für ihre Trainertätigkeit.
Ihr Mann Sergei Kirdjapkin ist auch Leichtathlet und Olympiasieger 2012 im 50-km-Gehen.

## Erfolge bei internationalen Höhepunkten
- Junioreneuropameisterschaften 2007: Platz 1
- Weltmeisterschaften 2009: Platz 4
- Europameisterschaften 2010: Platz 2
- Weltmeisterschaften 2011: Platz 3
- Olympische Spiele 2012: Platz 5